# Trogoxylon aequale
Trogoxylon aequale là một loài bọ cánh cứng trong họ Bostrichidae. Loài này được Wollaston miêu tả khoa học năm 1867.